# Карл Моріц Шуман
Карл Моріц Шуман (нім. Karl Moritz Schumann; 17 червня 1851, Герліц — 22 березня 1904, Берлін) — німецький професор ботаніки, куратор ботанічного саду та музею в Берліні, відомий своїми дослідженнями з морфології і систематики рослин, особливо по кактусам, засновник та перший голова Німецького кактусного товариства (нім. Deutsche Kakteen-Gesellschaft).

## Біографія

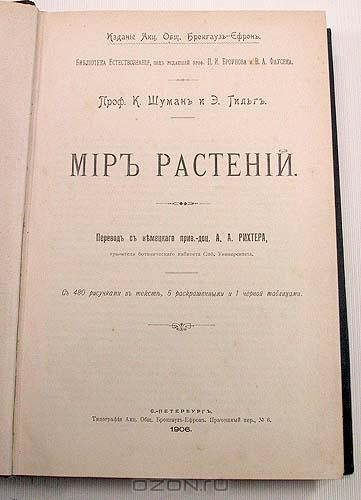
Книга К. Шумана «Міръ растеній» перекладена російською, 1906

Доктор Шуман був професором і куратором ботанічного саду Берліна з 1880 до 1894 р., а також приват-доцентом Берлінського університету.
Він також обіймав посаду першого голови Deutsche Kakteen-Gesellschaft (Німецьке кактусне товариство), яке він заснував 6 листопада 1892 р.
З 1900 р. редагує Just, «Botanischer Jahresbericht» і «Monatsschrift für Kakteenkunde».

## Наукова діяльність
Його інтерес до кактусів проявився з початком роботи над книгою «Флора Бразилії» (у співавторстві з Карлом Фрідріхом Філіппом фон Марциусом) і вилився в його головну фундаментальну працю «Загальний опис кактусів» («нім. Gesambeschreibung der Kakteen»), опубліковану в 1897—1898 з доповненнями, в 1903 році. Повніша, ніж попередні, систематика кактусових за Шуманом, заснована на відмінностях в будові насіння, включала вже 21 рід і 670 видів і протрималася до кінця Першої світової війни. Він вперше поділив родину кактусових на три підродини і триби.
Шуман автор систематики роду Гімнокаліціум (Gymnocalycium).
У 1891 році Шуман зробив первинний опис роду Dolichothele K.Schum (зараз приєднаний до роду Mammillaria). 1895 року вперше описав як самостійний рід Rebutia K.Schum., в 1898 році дав первинний опис роду Thelocactus K.Schum (описаний ним як підрід роду Gymnocactus). В самому кінці XIX століття Шуман відриває від роду Ехінокактус ряд видів з характерною будовою ребер і описує рід Stenocactus K.Schum. Те ж саме він робить, створюючи автономний підрід Notocactus K.Schum.
Також Карл Шуман зробив перше розділення на групи роду Хойя. 1895 року в 4-му випуску збірника «Die natuerlichen Pflanzenfamilien» він написав розділ «Asclepiadeaceae», де серед інших ластівневих розглядався і рід Хойя. Шуман розділив хойї на 4 групи: Cyrtoceras, Ancistrostemma, Pterostemma і Eu-Hoya. Він описав також кілька нових видів хой, наприклад такі як Hoya purpurea в 1887 році, Hoya lauterbachii в 1896, Hoya papillantha в 1898, Hoya dictyoneura в 1899, Hoya pachyphylla в 1901 (спільно з Лаутербахом), Hoya rosea і Hoya sororia в 1905.
Він також працював над іншими родинами, включаючи перегляд родини Zingiberaceae (Імбирні).
Разом з Адольфом Енглером та Карлом Прантлєм, Шуман — автор праці «Die natürlichen Pflanzenfamilien» («Природні родини рослин»). У співавторстві з Робертом Гюрке написана книга «Blühende Kakteen (Iconographia cactacearum) im Auftrage der Deutschen Kakteen-Geselllschaft» (1904). У співавторстві з Ернестом Гілгом опублікував книгу «Das Pflanzenreich» (1900), яка була перекладена на російську («Міръ растеній») та вийшла в Санкт-Петербурзі у 1906 р.

## Вшанування пам'яті
На честь Карла Шумана названі види: Cycas schumanniana, Cyperus karlschumannii, Eriocactus schumannianus (Nicolai) Backbg. 1941. (нині класифікується як Parodia schumanniana), Bartschella schumannii (нині класифікується як Mammillaria schumannii) а також роди Schumannia, Schumannianthus та Schumanniophyton.